# دیکستون
دیکستون (به انگلیسی: Dixton) یک روستا در بریتانیا است که در مونموت‌شر واقع شده‌است.